# جان ایردیل
جان ایردیل (انگلیسی: John Iredale؛ زادهٔ ۱ اوت ۱۹۹۹) بازیکن فوتبال اهل استرالیا است.
وی همچنین در تیم‌های ملی فوتبال زیر ۲۳ سال استرالیا و استرالیا بازی کرده‌است.